# Трап (сепаратор)
Трап (рос. трап; англ. trap; нім. Gas-Öl-Separator m) — у нафтовій промисловості — герметичний сталевий вертикальний циліндричний резервуар, куди надходять нафта і газ із свердловини для вимірювання їх кількості або тільки гази від добутої зі свердловини нафти.